# Vittoriano (nome)
Vittoriano  è un nome proprio di persona italiano maschile.

## Varianti
- Femminili: Vittoriana[3]

### Varianti in altre lingue
- Francese: Victorien
- Inglese: Victorian
- Latino: Victorianus[1][2]
  - Femminili: Victoriana
- Polacco: Wiktorian
- Spagnolo: Victoriano

## Origine e diffusione
Riprende il cognomen romano Victorianus, derivato da Victorius; si tratta di un patronimico, avente il significato di "relativo a Vittorio", "discendente di Vittorio".
La stessa origine di Vittoriano la ha anche il nome Vittorino; entrambi però, ad oggi, vengono talvolta considerati delle semplici forme alterate di Vittorio piuttosto che nomi a sé stanti.

## Onomastico
L'onomastico si può festeggiare in memoria di più santi, alle date seguenti:
- 23 marzo, san Vittoriano di Hadrumetum, proconsole di Cartagine, martire con san Frumenzio e altri compagni sotto Unerico[5][6]
- 23 marzo, san Vittoriano, "corpo santo" venerato ad Adelfia ed erroneamente identificato con il martire di Cartagine[5]
- 16 maggio, san Vittoriano, martire in Isauria[6]
- 26 agosto, san Vittoriano, martire con i santi Simplicio e Costanzo a Celano[5]

## Persone
- Guido Vittoriano Basile, avvocato italiano
- Vittoriano Cimmarrusti, carabiniere italiano
- Vittoriano Della Cananea, violoncellista italiano
- Vittoriano Esposito, critico letterario italiano
- Vittoriano Guareschi, pilota motociclistico e dirigente sportivo italiano
- Vittoriano Viganò, architetto italiano

### Variante Victoriano

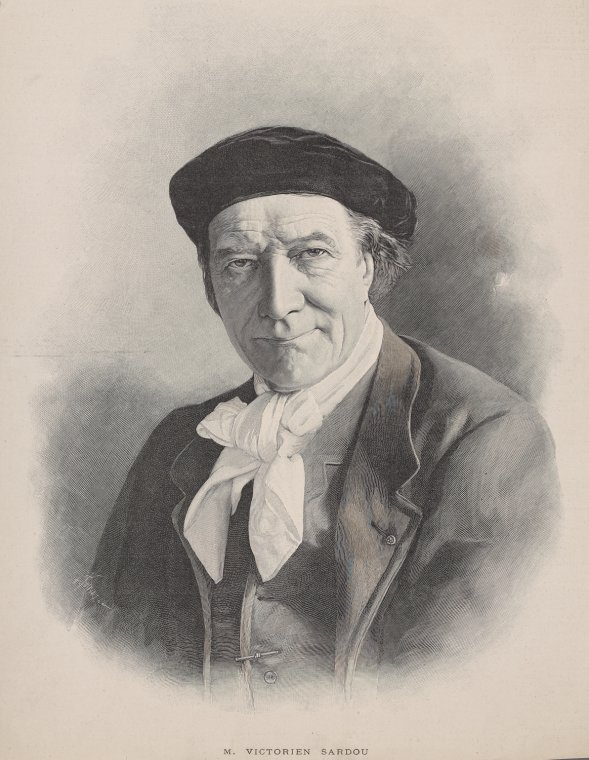
Victorien Sardou

- Victoriano Agüeros, scrittore messicano
- Victoriano Guisasola y Menéndez, cardinale e arcivescovo cattolico spagnolo
- Victoriano Huerta, militare e politico messicano
- Victoriano Leguizamón, calciatore paraguaiano
- Victoriano Rivas Álvaro, calciatore spagnolo
- Victoriano Salado Álvarez, politico messicano

### Variante Victorien
- Victorien Djedje, calciatore ivoriano
- Victorien Sardou, drammaturgo francese